# Dänisches Nationalmuseum

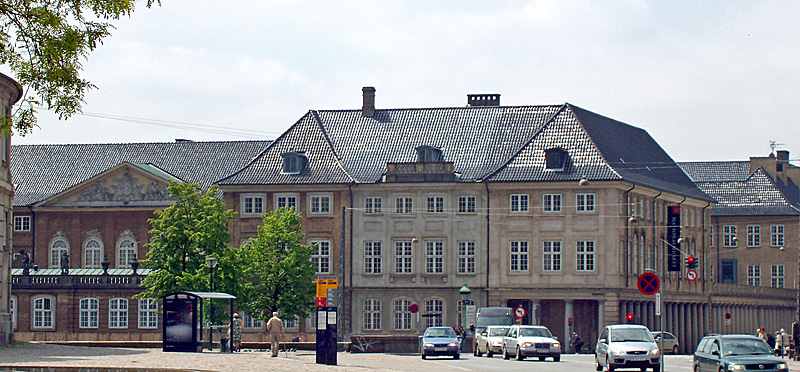
Das Dänische Nationalmuseum (Foto: 2006)

Das Dänische Nationalmuseum (dänisch Nationalmuseet) in Kopenhagen präsentiert die Kulturgeschichte Dänemarks im internationalen Kontext, beginnend mit der Ur- und Frühgeschichte über die Wikingerzeit, das Mittelalter und die Renaissance bis in die Neuzeit. Einige Museumsstandorte befinden sich im Land verteilt.

## Standorte
Der Hauptausstellungsort des Museums ist im Prinzenpalais (dänisch Prinsens Palæ) in Kopenhagen. Dort wird ein Überblick über die gesamte Kulturgeschichte geboten.
Daneben unterhält das Nationalmuseum weitere Standorte mit Sammlungen und Ausstellungen zu speziellen Themen, wie das Freiheitsmuseum (dänisch Frihedsmuseet), das den Widerstand der Dänen gegen die deutschen Besatzer im Zweiten Weltkrieg zum Thema hat, das Musikhistorische Museum oder das Freilichtmuseum des Dänischen Nationalmuseums, das sich in Lyngby nördlich von Kopenhagen befindet. Das Internierungslager Frøslev – ein Teil des ehemaligen deutschen Gefangenenlagers in Südjütland – ist heute Museum und gehört mit seiner Ausstellung über den Widerstand im Zweiten Weltkrieg und die Weißen Busse ebenfalls zum Nationalmuseum.
Zum Dänischen Nationalmuseum gehören für Dänemark kulturgeschichtlich so bedeutsame Gebäude wie Die kleine Mühle auf dem Stadtwall von Christianshavn, das kleine klassizistische Schloss Liselund auf der Insel Møn unweit Møns Klint sowie der Kommandørgården (Kommandeurshof) mit der Toftum Skole auf der Nordsee-Insel Rømø im Wattenmeer.

## Berühmte Exponate
Zu den berühmten Exponaten in der Ausstellung des Haupthauses im Prinzenpalais gehören die Goldhörner von Gallehus als Nachbildung, der Kessel von Gundestrup, der Sonnenwagen von Trundholm, das Mädchen von Egtved und der Schrein von Frøslev.
Im Jahr 2023 weigerte sich das Museum, drei Akropolisfragmente, welche unerlaubt aus Griechenland ausgeführt wurden, an das Akropolismuseum zurückzugeben.

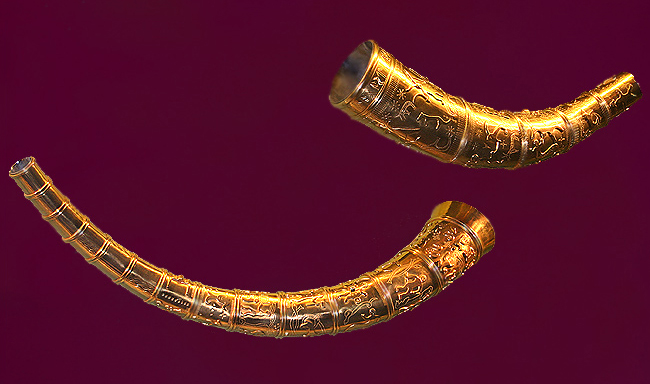
Goldhörner von Gallehus (Rekonstruktion)
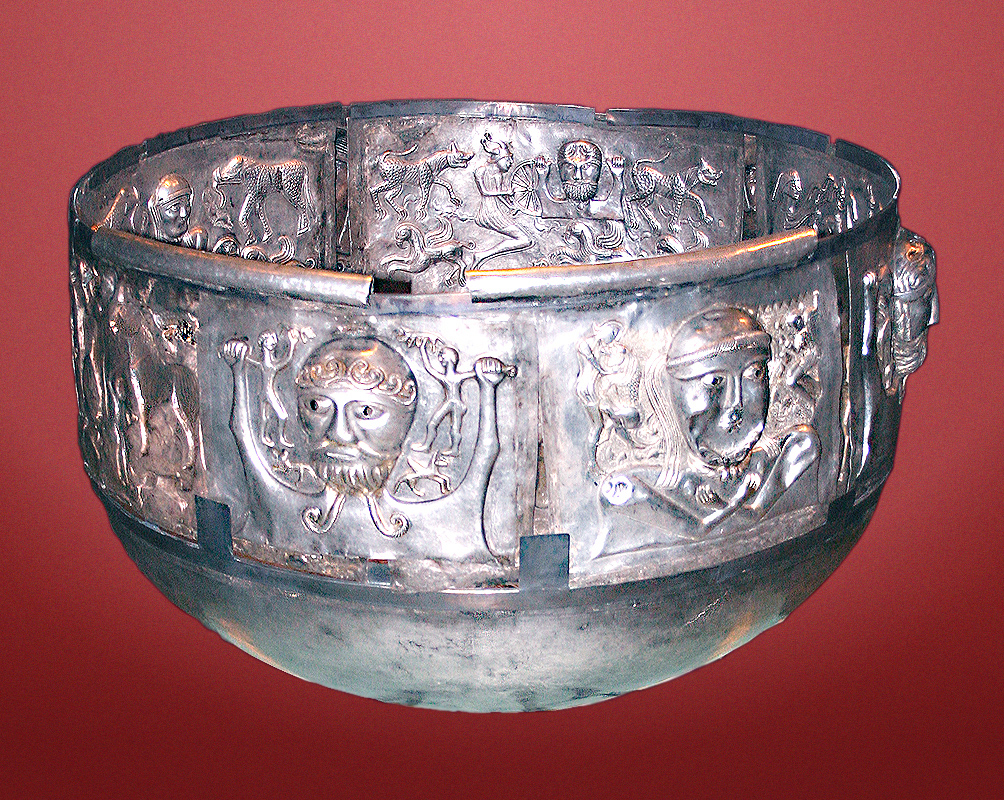
Kessel von Gundestrup
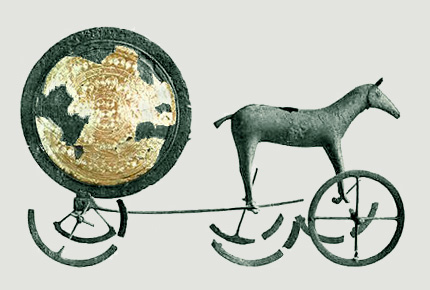
Sonnenwagen von Trundholm, vergoldete Seite
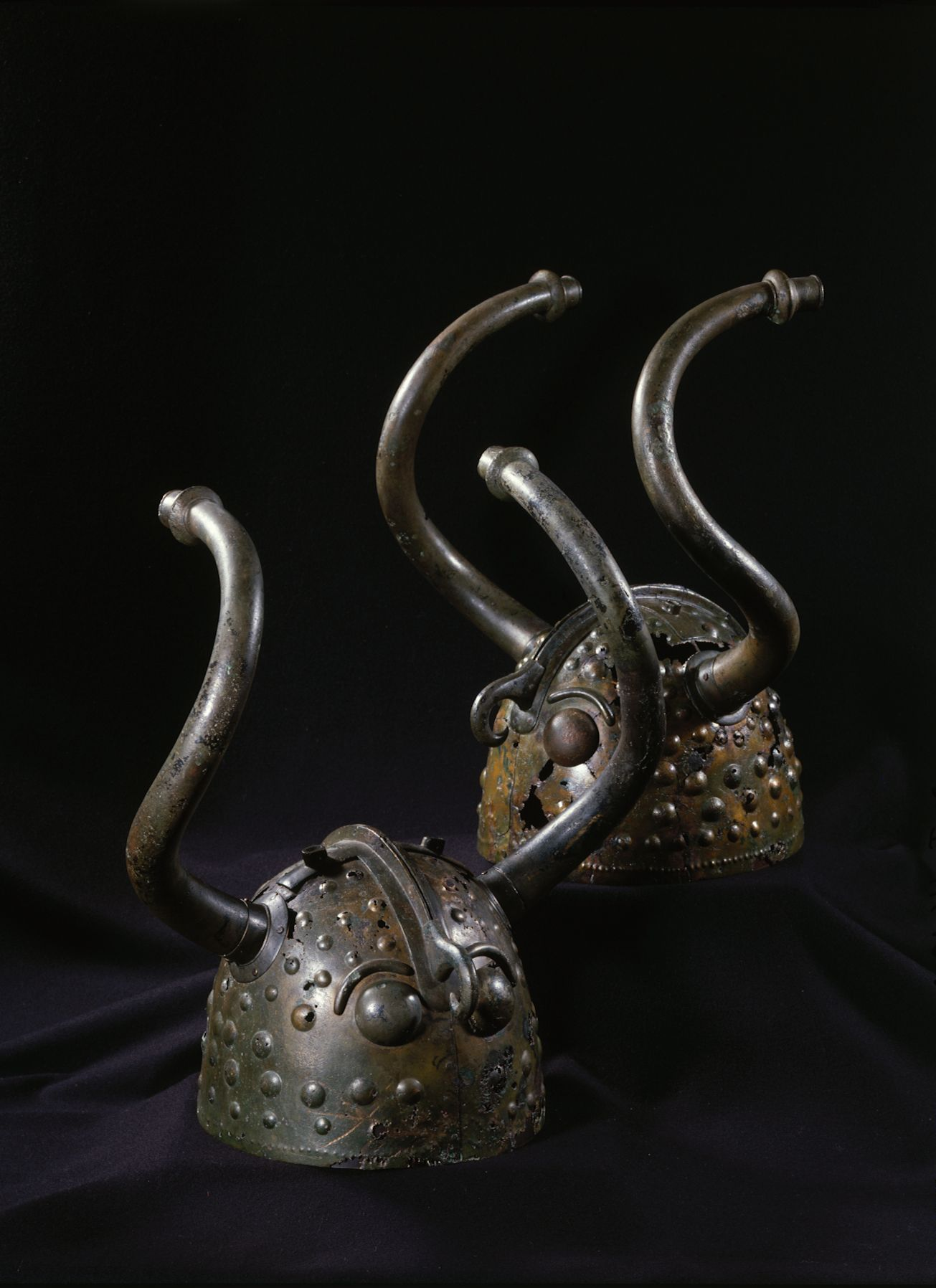
Helme von Veksø
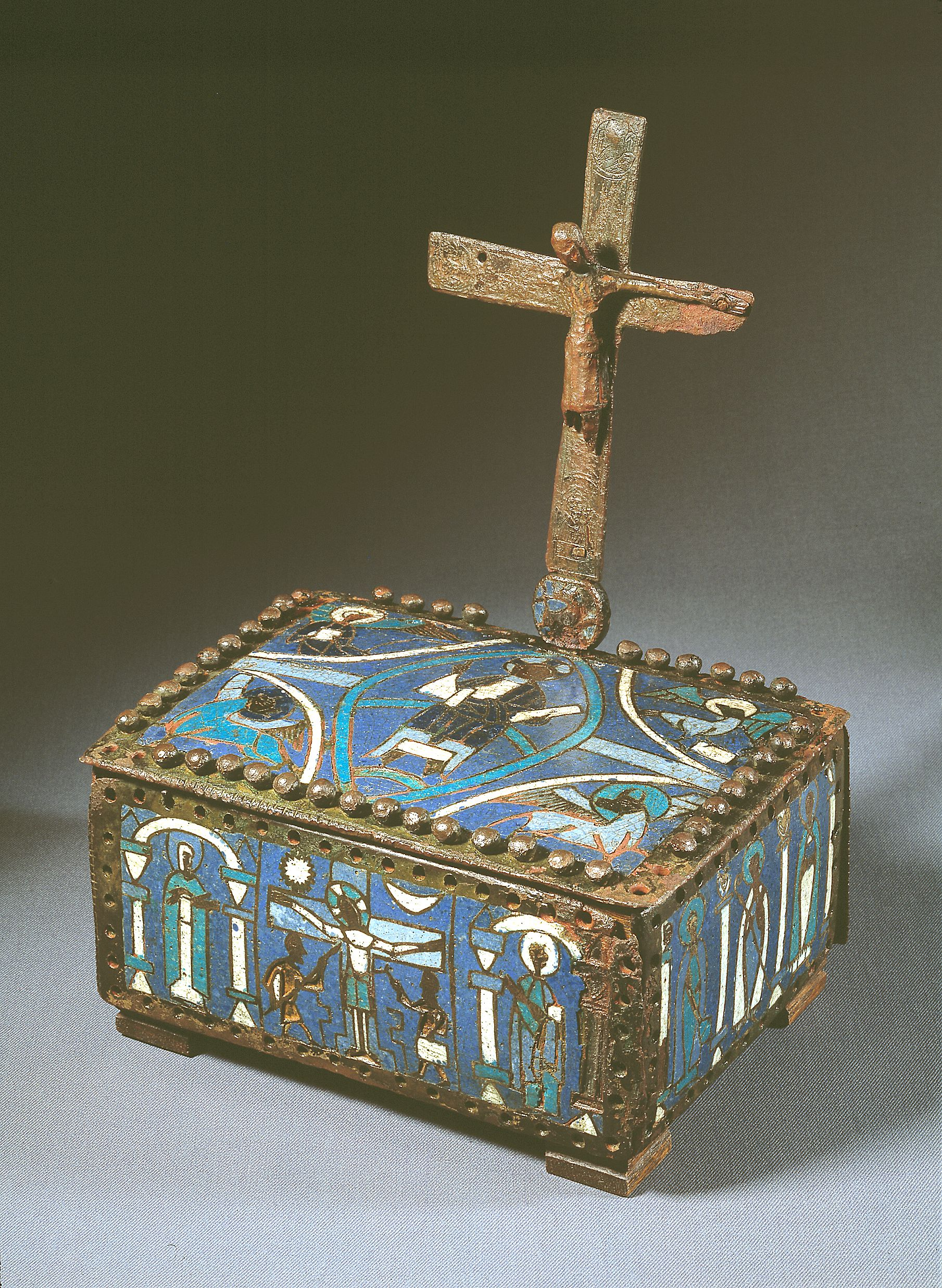
Schrein von Frøslev
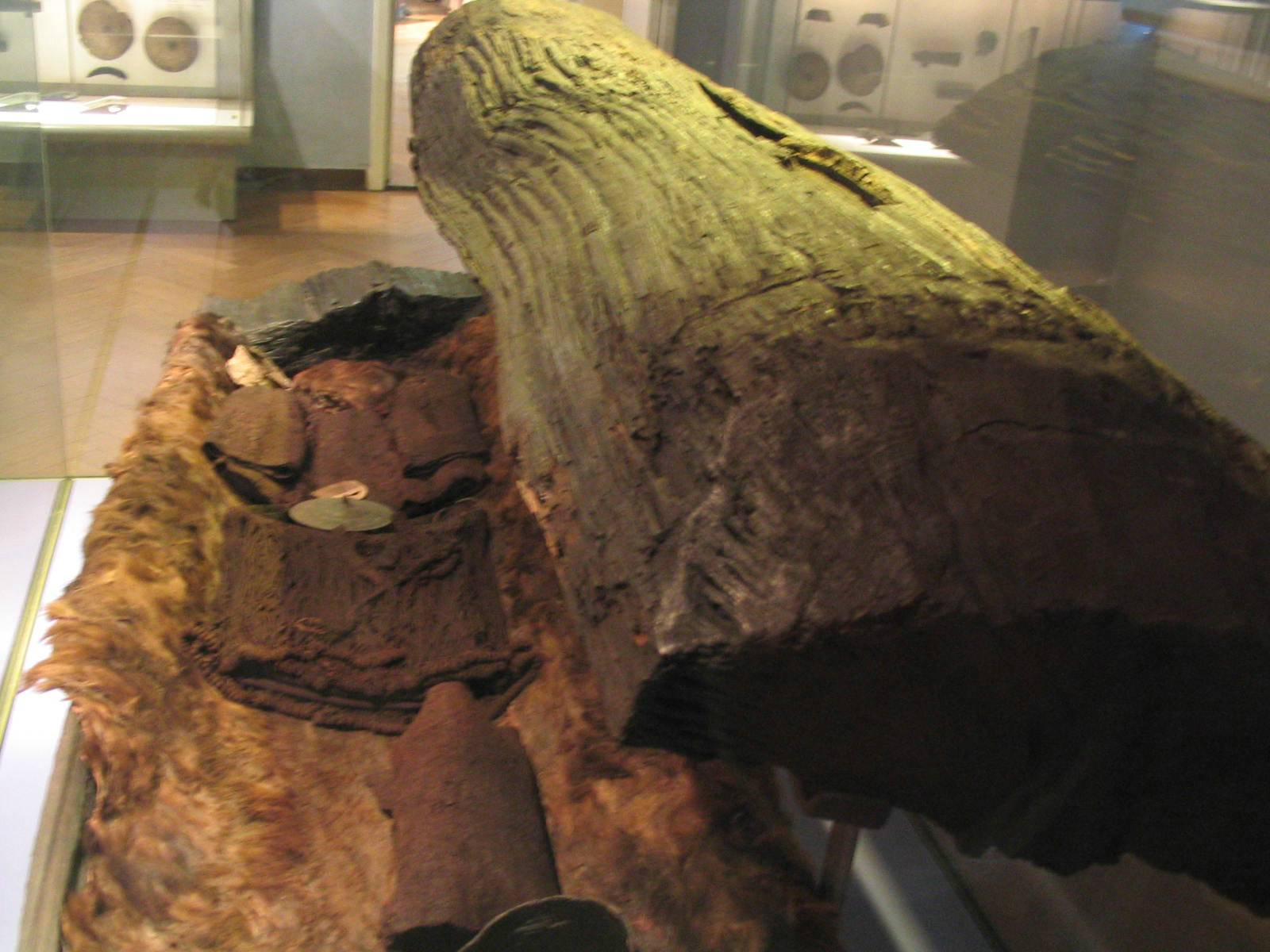
Mädchen von Egtved